# Vailate
Vailate är en ort och kommun i provinsen Cremona i regionen Lombardiet i Italien. Kommunen hade 4 520 invånare (2018).